# Husqvarna Fotbollförening
O Husqvarna Fotbollsförening, ou simplesmente Husqvarna FF, é um clube de futebol da Suécia fundado em  1987. Sua sede fica localizada em Huskvarna.